# Euronext Lissabon
Euronext Lissabon  (Portugees Euronext Lisboa, Engels Euronext Lisbon) is de beurs van Lissabon, Portugal. De beurs was vroeger bekend als Bolsa de Valores de Lisboa e Porto, en maakt thans deel uit van de groep Euronext. 

## Geschiedenis
De beurs van Lissabon heeft een geschiedenis die teruggaat tot 1 januari 1769, onder de benaming BVL Bolsa de Valores de Lisboa (Beurs van Lissabon). In 1999 fusioneerde de BVL met BDP Bolsa do Porto (Beurs van Oporto) tot de BVLP Bolsa de Valores de Lisboa e Porto. In de daaropvolgende jaren onderging de beurs ingrijpende wijzigingen, zowel qua regulering, structuur als handelsprocedures. In 2007 trad de beurs toe tot de groep Euronext, die eerder was ontstaan uit de fusie van de beurzen van Parijs, Brussel en Amsterdam. 

## Beursindex PSI
De beursindex van Portugal heet PSI (Portuguese Stock Index). De index is opgemaakt op basis van de aandelenkoersen van de grootste ondernemingen in Portugal. 